# Muscle vertical de la langue
Le muscle vertical de la langue est un muscle intrinsèque de la langue.

## Description
Le muscle vertical de la langue est un muscle strié viscéral pair constitué de fibres musculaires orientées verticalement à travers la langue entre sa face supérieure et sa face inférieure. Elles sont dispersées entre les autres muscles intrinsèques de la langue, notamment le muscle transverse de la langue.
Leurs origines et leurs insertions ne sont pas clairement définies.